# Æbelø
Æbelø es una isla perteneciente a Dinamarca, ubicada en el estrecho de Kattegat, frente a la costa norte de Fionia. Su superficie es de 2,09 km². En el sur de Æbelø se encuentran las islas, aún más pequeñas, de Brådet, Dræet y Æbeløholm.
En 1787, la isla tenía 17 habitantes. En 1940, su población rondaba los 50. Actualmente la isla carece de una población permanente.